# Yōjo Senki
Yōjo Senki (幼女戦記 lit. Crónicas de una niña en guerra?), también conocida como Saga of Tanya the Evil en inglés y Diario de guerra en España, es una novela ligera escrita por Carlo Zen e ilustrada por Shinobu Shinotsuki. Ha dado origen a un manga, una serie de anime, dos OVA y un especial de TV.
Una película que sirve como continuación de los eventos del anime se estrenó en Japón el 8 de febrero de 2019. El 12 de septiembre de 2019, la plataforma Crunchyroll agregó a su lista la película con doblaje al español y portugués.

## Argumento
En 2013 de la era moderna de Tokio, un asalariado japonés ateo anónimo, mientras está en el momento de ser asesinado por un subordinado descontento a quien había despedido debido a su bajo rendimiento en el trabajo, se enfrenta a una entidad que se declara como el Dios que condena al asalariado por no tener "fe". El asalariado no cree en su existencia, critica sus diversas afirmaciones desde su perspectiva de ateo y lo denomina burlonamente como el "ser X". La entidad decide reencarnar al asalariado en un mundo en el que se enfrentaría a circunstancias lo suficientemente difíciles como para acudir al "ser X" en busca de ayuda.
El asalariado renace como Tanya Degurechaff, una niña huérfana en el equivalente de una realidad alternativa de la Alemania imperial, conocida como el Imperio, en la que la Primera Guerra Mundial se prolongó hasta la década de 1920. Según el "ser X", si Tanya no muere de muerte natural o se niega a tener fe en él, su alma abandonará el ciclo de la reencarnación y será enviada al infierno por los innumerables pecados que Tanya ha cometido en su vida anterior. En busca de un escape, Tanya decide unirse al Cuerpo de Magos del Imperio y luchar en la guerra, con la esperanza de alcanzar un rango lo suficientemente alto lo más rápido posible para permanecer lejos del campo de batalla y de esta manera evitar el riesgo de ser asesinada. Incluso si ahora se ve obligada a hablar con los labios de una joven, Tanya pronto se convierte en una soldado despiadada que prioriza la eficiencia y su propia carrera sobre cualquier otra cosa, incluso las vidas de los que están debajo de ella, especialmente aquellos que se ponen de su lado malo.

## Personajes
Tanya von Degurechaff (ターニャ・フォン・デグレチャフ Tānya fon Degurechafu?)
Seiyū: Aoi Yūki, Jocelyn Robles (español de América); Kōsuke Toriumi, José Gilberto Vilchis (español de América) (vida anterior)
Una pequeña niña que es Oficial (después convertida en Mayor) de la Fuerza Aérea Mágica del Ejército Imperial. Por escapar del orfanato, decide unirse al ejército como voluntaria. Pronto se convierte en oficial. Tiene un gran potencial mágico y es una excelente estratega. Sin embargo, su objetivo principal es sobrevivir por todos los medios y poder tener un futuro estable.
Viktoriya Ivanovna Serebryakov (Visha) (ヴィクトーリヤ・イヴァーノヴナ・セレブリャコーフ (ヴィーシャ) Vīkutōriya Ivuānovuna Sereburyakōfu (Vīsha)?)
Seiyū: Saori Hayami, Erika Langarica (español de América)
Es miembro de la Fuerza Aérea Mágica del Ejército Imperial. Fue reclutada por el ejército al terminar la escolaridad y es subordinada de Tanya. Tiene habilidades para la magia, mas no así para el ejército. Sin embargo, esto va cambiando a medida que pasa tiempo con su superior.
Erich von Rerugen (エーリッヒ・フォン・レルゲン Ērihhi fon Rerugen?)
Seiyū: Shin'ichirō Miki, Ferso Velázquez (español de América)
Forma parte de los más altos mandos del Ejército Imperial, más concretamente en el ala de Estrategias de este. Es subordinado de Rudersdorf y es un estratega con mucho conocimiento en administración y gerenciamiento.
Kurt von Rudersdorf (クルト・フォン・ルーデルドルフ Kuruto fon Rūderudorufu?)
Seiyū: Tesshō Genda, Armando Réndiz (español de América)
Es el cargo más alto en estrategia en el Ejército Imperial. Es un hombre dinámico y activo. Es amigo de Zettour y a menudo trabajan juntos.
Hans von Zettour (ハンス・フォン・ゼートゥーア Hansu fon Zētūa?)
Seiyū: Hōchū Ōtsuka, Arturo Mercado (español de América)
Es quien administra el personal en el Ejército Imperial. Es racionalista, estudioso e inteligente. Es un hombre muy respetado, que asiste en la táctica y planeamiento de las operaciones militares a Rudersdorf.
Anson Sue / Sioux (アンソン・スー Anson Sū?)
Seiyū: Kenyuu Horiuchi, Leonardo García (español de América)
Es el capitán de la 5.ª Ala Aérea de Magos. Tiene una hija llamada Mary Sue. Más tarde, es ascendido al grado de coronel tras la muerte de su oficial superior. En el anime, se cree que Tanya lo mató en batalla, durante la Batalla del Fiordo Orse. Más tarde se revela que en realidad sobrevivió y tuvo una visión de Dios (El ser X) quien le dijo que matara al "Diablo", otorgándole poder adicional. Para lograr su objetivo, aceptó ser parte de una fuerza especial de magos del Reino Aliado, logrando arrinconar a Tanya y su batallón sobre el mar. Sin embargo, aunque al final, casi logra matar a Tanya, incluso dispuesto a hacerse explotar para matarla, a través de la intervención de Viktoriya, Anson no pudo matarla y finalmente murió en su propia explosión.
Mary Sue / Sioux (メアリー・スー Mearī Sū?)
Seiyū: Haruka Tomatsu, Alondra Hidalgo (español de América)
Hija única de Anson Sue. Después de la muerte de su padre por Tanya, se volvió más vengativa y seria por naturaleza. Su odio crece cuando escucha el nombre de "Diablo del Rin", lo que la lleva a comenzar a enfurecerse y a exponer un lado incontrolable. Con el poder adicional otorgado por el ser X, se convierte en el contrapeso de la protagonista principal de la serie. Después de matar a varios de sus subordinados por capricho, percibido como negarse a seguirla a la batalla, Mary Sue es finalmente objeto de un motín y es ejecutada por sus propios seguidores, dándose cuenta de la verdad de Tanya y el ser X en sus momentos finales. Su nombre es una referencia al apodo Mary Sue, refiriéndose a un tipo de personaje quien es retratado como "irrealmente" libre de debilidades.

## Medios de comunicación

### Novela ligera
Está siendo publicada por la editorial Enterbrain. Hasta el momento, se han publicado 13 novelas.

#### Lista de volúmenes
| Volumen                                 | Fecha de publicación en Japón |
| --------------------------------------- | ----------------------------- |
| 01: Deus lo vult                        | 31 de octubre de 2013         |
| 02: Plus Ultra                          | 31 de mayo de 2014            |
| 03: The Finest hour                     | 29 de noviembre de 2014       |
| 04: Dabit deus his quoque finem         | 29 de junio de 2015           |
| 05: Abyssus abyssum invocat             | 30 de enero de 2016           |
| 06: Nil admirari                        | 30 de julio de 2016           |
| 07: Ut sementem feceris, ita metes      | 28 de diciembre de 2016       |
| 08: In omnia paratus                    | 26 de junio de 2017           |
| 09: Omnes una manet nox                 | 8 de enero de 2018            |
| 10: Viribus unitis                      | 29 de septiembre de 2018      |
| 11: Alea iacta est                      | 20 de febrero de 2019         |
| 12: Mundus vult decipi, ergo decipiatur | 20 de febrero de 2020         |
| 13: Dum spiro,spero ―上―                | 30 de agosto de 2023          |
| 14: Dum spiro,spero ―下―                | 29 de septiembre de 2023      |

### Manga
Está siendo publicado en la revista Comp Ace de la editorial Kadokawa Shōten. A la fecha, presenta 32 tomos y aún sigue en publicación.

#### Volúmenes
| Volumen | Fecha de publicación en Japón | Fecha de publicación en español | Fecha de publicación en inglés | Fecha de publicación en mexico |
| ------- | ----------------------------- | ------------------------------- | ------------------------------ | ------------------------------ |
| 01      | 10 de diciembre del 2016      | 26 de junio del 2018            | 6 de febrero del 2018          | 8 de mayo del 2019             |
| 02      | 26 de diciembre del 2016      | 21 de agosto del 2018           | 22 de mayo del 2018            | 10 de julio del 2019           |
| 03      | 26 de diciembre del 2016      | 16 de octubre del 2018          | 24 de julio del 2018           | 11 de septiembre del 2019      |
| 04      | 10 de abril del 2017          | 26 de junio del 2019            | 30 de octubre del 2018         | 13 de noviembre del 2019       |
| 05      | 10 de mayo del 2017           | 20 de agosto del 2019           | 22 de enero del 2019           | 8 de enero del 2020            |
| 06      | 10 de junio del 2017          | 29 de octubre del 2019          | 23 de abril del 2019           | 11 de marzo del 2020           |
| 07      | 25 de noviembre del 2017      | 21 de enero del 2020            | 16 de julio del 2019           | 10 de junio del 2020           |
| 08      | 26 de febrero del 2018        | 3 de marzo del 2020             | 22 de octubre del 2019         | 12 de agosto del 2020          |
| 09      | 26 de abril del 2018          | 14 de julio del 2020            | 21 de enero del 2020           | 14 de octubre del 2020         |
| 10      | 25 de septiembre del 2018     | 9 de febrero del 2021           | 23 de junio del 2020           | 9 de diciembre del 2020        |
| 11      | 24 de noviembre del 2018      | 20 de abril del 2021            | 22 de septiembre del 2020      | 10 de marzo del 2021           |
| 12      | 25 de enero del 2019          | 13 de julio del 2021            | 15 de diciembre del 2020       | 26 de mayo del 2021            |
| 13      | 25 de abril del 2019          | 19 de octubre del 2021          | 23 de febrero del 2021         | 14 de julio del 2021           |
| 14      | 24 de mayo del 2019           | 15 de febrero del 2022          | 8 de junio del 2021            | 18 de agosto del 2021          |
| 15      | 25 de julio del 2019          | 17 de mayo del 2022             | 30 de noviembre del 2021       | 27 de octubre del 2021         |
| 16      | 25 de octubre del 2019        | 23 de agosto del 2022           | 26 de abril de 2022            | 15 de diciembre del 2021       |
| 17      | 23 de enero del 2020          | 15 de noviembre del 2022        | 19 de julio del 2022           | 9 de febrero del 2022          |
| 18      | 25 de abril del 2020          | 16 de mayo del 2023             | 17 de enero de 2023            | 6 de abril del 2022            |
| 19      | 21 de julio del 2020          | 8 de agosto del 2023            | 18 de abril de 2023            | 4 de mayo del 2022             |
| 20      | 26 de diciembre del 2020      | 24 de julio del 2024            | 22 de agosto de 2023           | 15 de junio del 2022           |
| 21      | 26 de mayo del 2021           | ~                               | 21 de noviembre de 2023        | 20 de julio del 2022           |
| 22      | 25 de junio del 2021          | ~                               | 19 de marzo del 2024           | 17 de agosto del 2022          |
| 23      | 26 de octubre del 2021        | ~                               | 23 de julio del 2024           | 19 de octubre del 2022         |
| 24      | 26 de marzo del 2022          | ~                               | 15 de octubre del 2024         | 18 de enero de 2023            |
| 25      | 26 de julio del 2022          | ~                               | 18 de febrero del 2025         | 10 de mayo del 2023            |
| 26      | 25 de noviembre del 2022      | ~                               | 24 de junio del 2025           | 9 de agosto del 2023           |
| 27      | 25 de marzo del 2023          | ~                               | 25 de noviembre del 2025       | 6 de diciembre del 2023        |
| 28      | 25 de agosto del 2023         | ~                               | ~                              | 24 de junio del 2024           |
| 29      | 26 de enero del 2024          | ~                               | ~                              | 9 de octubre del 2024          |
| 30      | 25 de julio del 2024          | ~                               | ~                              | 9 de abril del 2025            |
| 31      | 26 de diciembre del 2024      | ~                               | ~                              | ~                              |
| 32      | 25 de julio del 2025          | ~                               | ~                              | ~                              |

### Yōjo Senki Episode 0
Yōjo Senki Episode 0 (ようじょしぇんき?) es un OVA de un único episodio con una duración de 2 minutos. En dicho episodio solo aparece la protagonista, Tanya Degurechaff, interpretada por Aoi Yūki.

### Anime
Una serie de anime ha sido adaptada por el estudio NUT y constó de 12 episodios. Por medio de su comunicado de prensa, se reveló que el Youjo Senki tendrá el próximo 19 de junio realizará un evento especial donde se revelará un nuevo video inédito.
El 19 de junio de 2021 se anunció una segunda temporada. El elenco principal y el personal regresan para repetir sus roles.

### Película
En enero de 2018 se anunció una película de anime basada en la franquicia. La película vio a varios miembros del personal y el elenco de la serie de televisión repetir sus papeles, y fue una secuela directa de la serie. La película se estrenó el 8 de febrero de 2019. La película recibió un estreno limitado en los cines de EE. UU. El 16 de mayo de 2019 por Crunchyroll. Crunchyroll y Anime Limited proyectaron la película en MCM London Comic Con el 26 de mayo de 2019. Crunchyroll también proyectó la película en Supanova Expo en Sídney y Perth en Australia el 23 y 30 de junio de 2019 respectivamente.

#### Equipo de Producción
- Director: Yutaka Uemura
- Guionista: Kenta Ihara (eps 1-12)
- Música: Shūji Katayama
- Diseño de personajes: Yuji Hosogoe
- Director de Arte: Satoru Hirayanagi
- Director 3D: Masato Takahashi
- Director de Sonido: Yoshikazu Iwanami
- Director de Fotografía: Shinji Tonsho
- Diseño de Color: Chiho Nakamura
- Edición: Yumi Jinguji
- Investigación militar: Reiichirō Ōfuji

#### Reparto
Al reparto de Yōjo Shenki se incorporaron:
| Personaje                              | Seiyū Original (Japón) |
| -------------------------------------- | ---------------------- |
| Viktoriya Ivanovna "Visha" Serebryakov | Saori Hayami           |
| Hans von Zettour                       | Hōchū Ōtsuka           |
| Erich von Rerugen                      | Shin'ichirō Miki       |
| Kurt von Rudersdorf                    | Tesshō Genda           |

#### Banda sonora
- Opening: Jingo Jungle por Myth & Roid.
- Endings: 
  - Los Los Los por Aoi Yūki.
  - Sensen no Realism (戦線のリアリズム) por Mako Niina (ep 8 y 9).

### Videojuego
El 10 de diciembre de 2020 la producción de la franquicia de Yōjo Senki lanzó el videojuego para smartphones “Yōjo Senki: Madoushi Kaku Tatakaeri” de forma exclusiva en Japón. Casi un año después, el equipo de desarrollo ha anunciado que el título cerrará sus servidores el 17 de enero de 2022, por lo que el fracaso es evidente. «Muchas gracias por jugar el videojuego de Yōjo Senki. Hemos decidido cerrar el servicio el 17 de enero de 2022. Nos gustaría expresar nuestro más sincero agradecimiento a nuestros jugadores», escribió el corto comunicado.

### Youjo Shenki
Yōjo Shenki (ようじょしぇんき?) es un OVA que parodia la serie de anime, siendo los personajes representados en forma chibi. Cada episodio tiene una duración aproximada de 2 minutos.

### Yōjo Senki Episode 6.5
Yōjo Senki Episode 6.5 (幼女戦記 第6.5話「戦況報告」?) es un especial de televisión transmitido el 17 de febrero de 2017. En el mismo se resumen los seis primeros episodios de la serie de anime.

## Recepción
La editorial Kadokawa reportó en un comunicado de prensa que la franquicia literaria basada en las novelas ligeras escritas por Carlo Zen e ilustradas por Shinobu Shinotsuki, Youjo Senki (The Saga of Tanya the Evil), ha superado 9.5 millones de copias en circulación acumuladas. Al hablar de “franquicia literaria“, se incluyen copias de las novelas ligeras, adaptaciones a manga y obras derivadas. 